# めいほうスキー場
めいほうスキー場（めいほうスキーじょう）は、岐阜県郡上市明宝の北東に位置するスキー場である。1989年12月に開業し、単一のスキー場としては西日本最大級の規模を誇るゲレンデは、全13コースで構成されており、5,000mのロングコースがあるのが特徴。
最長滑走距離、山頂標高、標高差は奥美濃地域では最高で、山頂から北アルプスを望むことができる。
名古屋、関西からのアクセスも良く、広大なキッズパークが有る人気のスキー場。
飛騨高地の烏帽子岳の北東面にあり、オフシーズンのゲレンデは牧場になる他、キャンプや手ぶらBBQ、自然体験など高原の自然を楽しむ事ができるようになっており、「めいほうリゾート」とも称される。

## 特徴
名古屋方面一宮JCTより約1時間15分、大阪方面吹田JCTより約3時間と中京圏・関西圏からもアクセスの良いスキー場である。雪質は、スノーマシーンを年々強化しており雪不足の昨今でも安定した積雪量を維持している。13のバラエティ豊かな広大なコースを誇り、中でもα5000はビキナーから上級者までロングクルージングが楽しめるコースとなっている。パークは、α5000に点在する地形を生かした「地形パーク」がある。また、西日本最大級のキッズゲレンデ「めいほうスノーランド」は、子供から大人まで楽しめるアイテムがそろっている。

## コース
- ゲレンデデータ
- 初級コース
  - α5000
  - α1400
  - α1100
  - α350
- 中級コース
  - β1000
  - β900
  - β800
  - β500
  - β300
  - β250
  - β200
- 上級コース
  - γ900
  - γ800
  - γ200

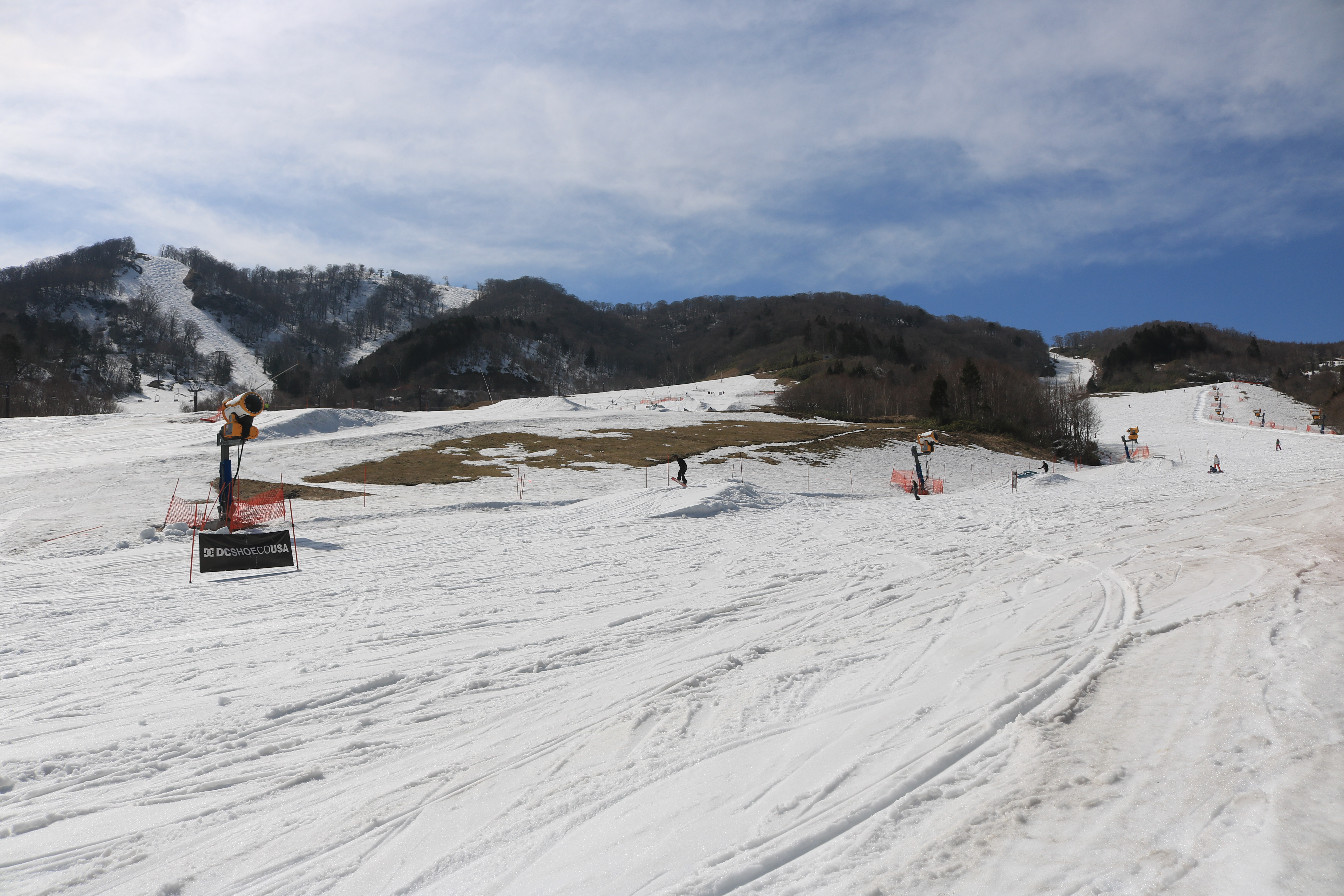
ゲレンデに設置されている人工降雪機
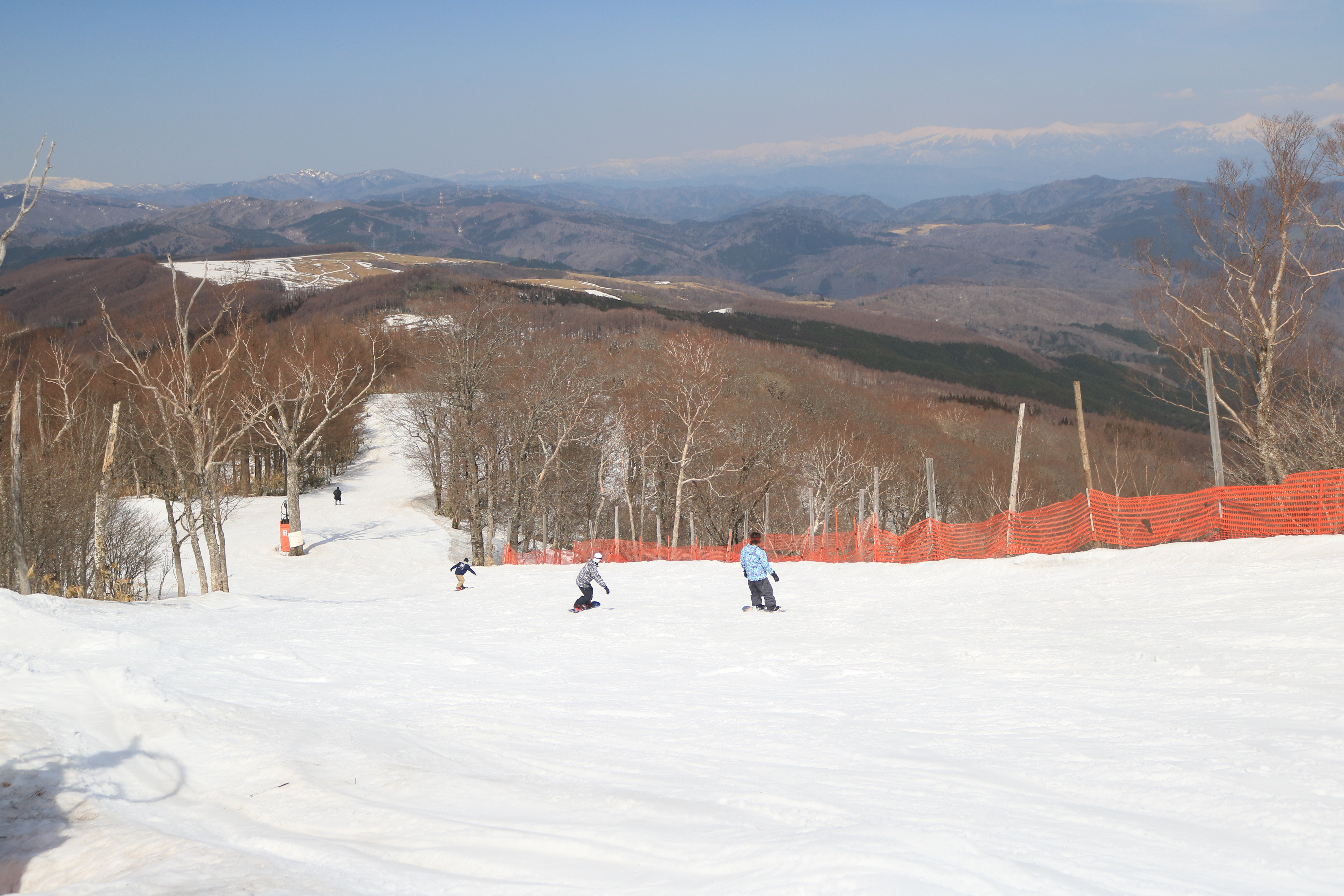
初級コースのα5000の上部 右奥には北アルプスの山並み
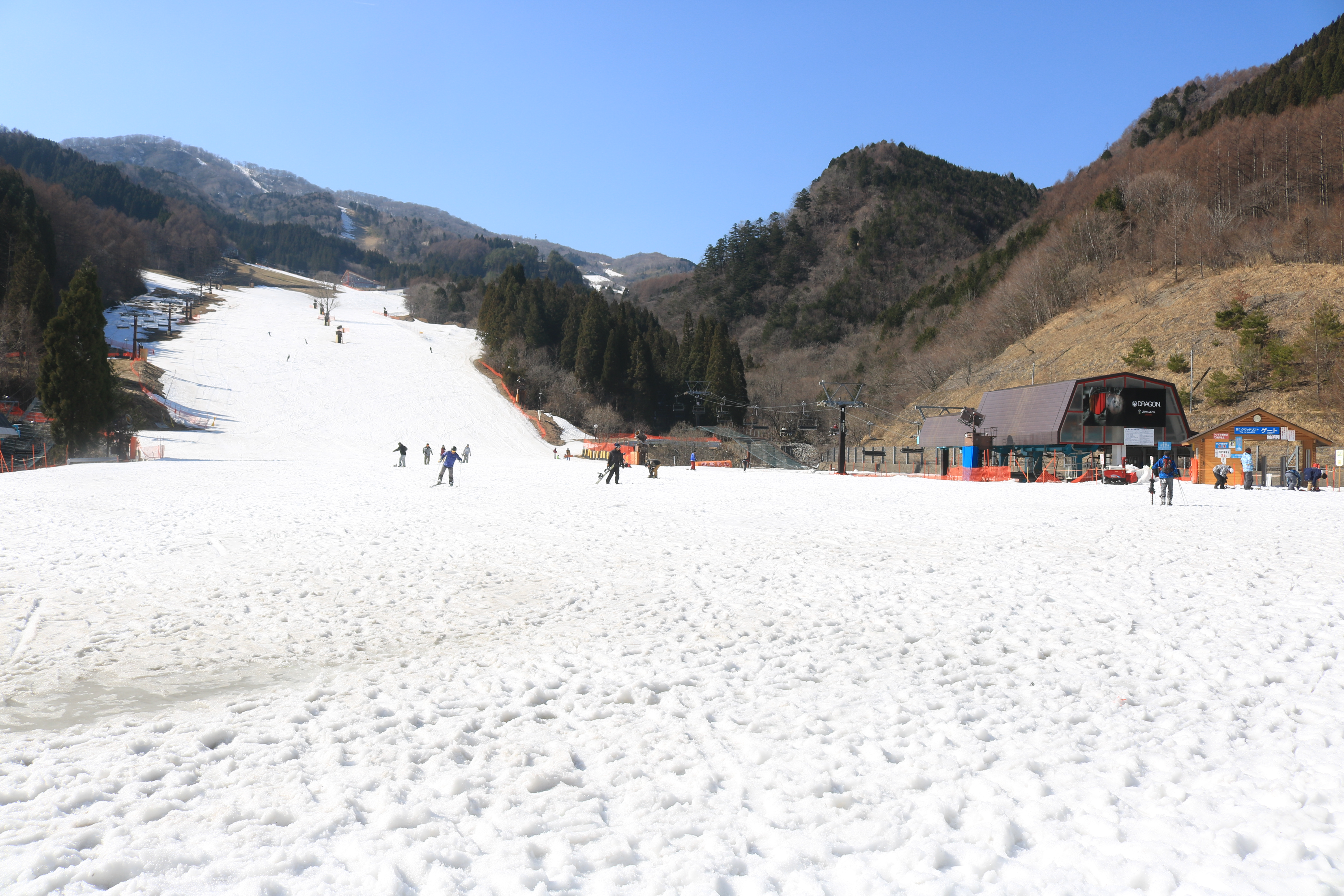
α5000の下部

## リフト

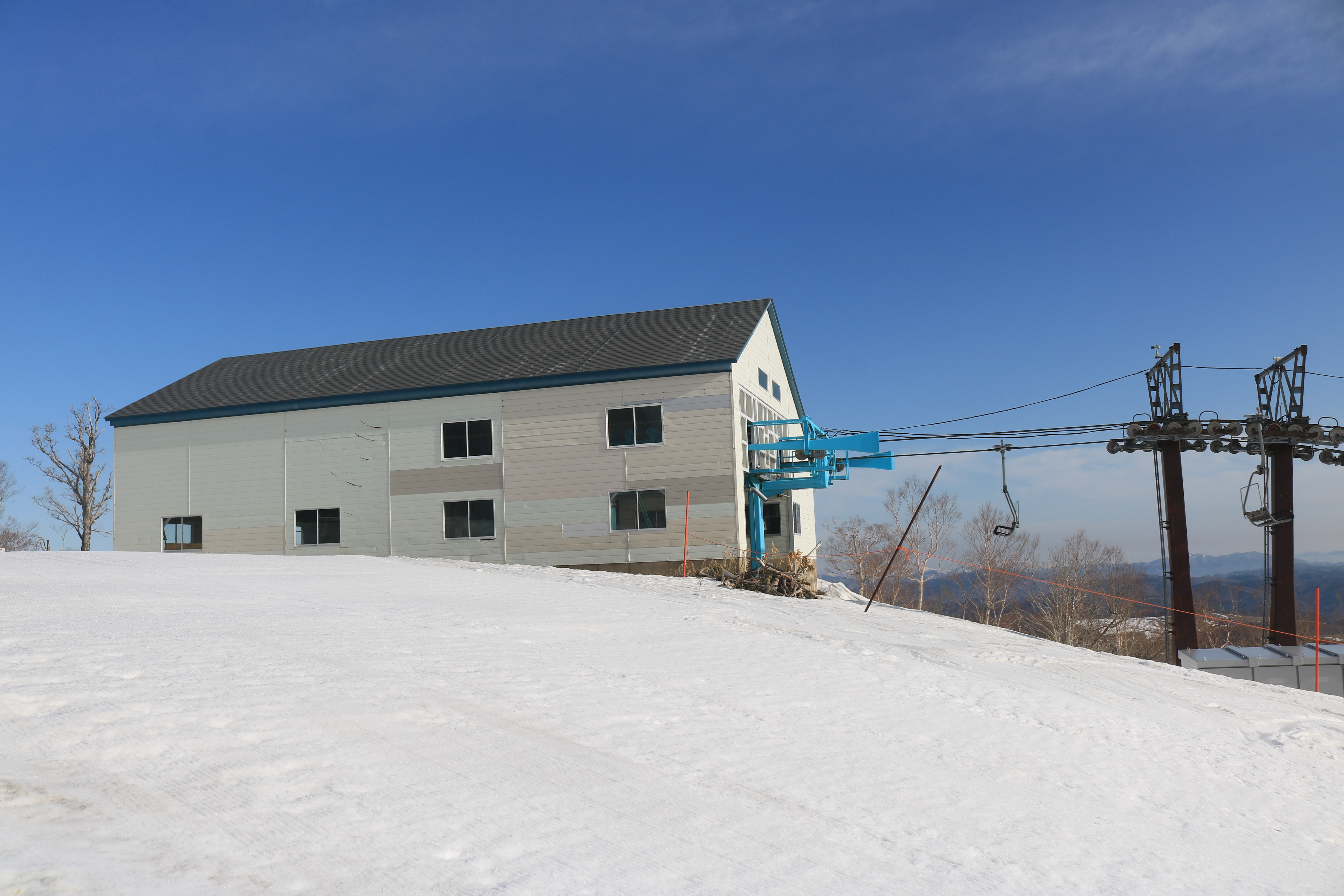
最上部となる第2クワッドリフトの終点

- 輸送力抜群の高速4人乗りクワッドリフト4基
  - 第1クワッドリフト(1,450m)
  - 第2クワッドリフト(1,550m)
  - 第3クワッドリフト(800m)
  - 第4クワッドリフト(900m)
- ペアリフト1基
  - ペアリフト(830m)

## 施設
- 駐車場

凡そ3,500台収容可能。
- スキーセンター
  - チケットカウンター
  - インフォメーション

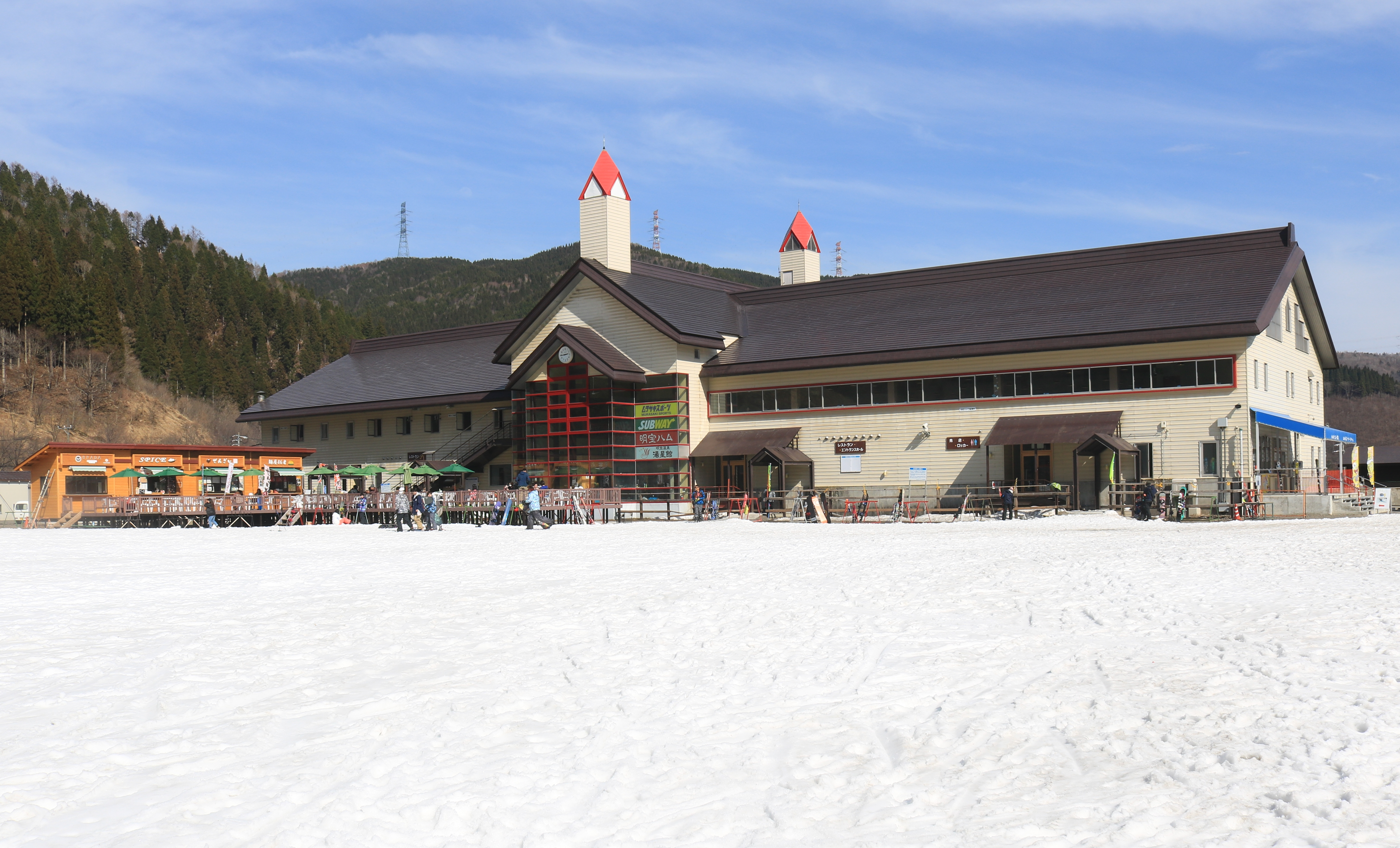
スキーセンター

  - デッキテラス（スキーセンターゲレンデ側）
  - ゆきやまクレープ（スキーセンター駐車場側）
  - 足湯
  - ロッカー・更衣室
  - ムラサキスポーツ
  - 売店「雪音」
- レストラン
  - センターレストラン（スキーセンター内2F） - 最大500名収容のメインレストラン。
  - αレストラン「まる天DINING5000」（α5000の中腹あたり） - 最大550名収容。スキー場開業当時の名称は、「第一レストラン」。2021年度よりとり天とカレーライス専門のレストランとして「まる天DINING5000」に改められた。
  - βレストラン「レストラン華虎 めいほうスキー場店」 - 赤い三角の屋根が目印。第4クワッド付近。スキー場開業当時の名称は、「カレーハウス」。最大350名収容。2021年度と2022年度は「まる麺DINING1000」として営業していたが、2023年度より「レストラン華虎 めいほうスキー場店」として営業している。
  - mogumogu家（キッズパーク隣接）最大140名収容、「ピザ」・「パスタ」のほか隣接する「ひつじのショーンスノーランド」を利用するお子様向けメニューも充実。
- レンタル棟 - ロッカーや更衣室も併設。一流ブランドのスキー・スノーボードセットを中心に充実の品揃えがある。
- スクール
  - SAJスキー・スノーボードスクール
  - SIAプロスキースクール
  - スクールオブスノーボードめいほう校
- MEIHO DJ Station - 2018年12月15日より運用開始したDJブースでスキー場内の案内放送を担う。開設する前は、従業員が案内放送をしていた。来場者が音楽のリクエストをすることが可能になっており、採用されると場内に原則フルコーラスで放送される。(ジャンルはクラシック以外、原則採用される)

## アクセス
- 東海北陸自動車道 郡上八幡ICより国道472号 28.0km 約35分
- 長良川鉄道 郡上八幡駅より約30km バスで約50分